# Todesflug
Todesflug (aus dem Spanischen vuelos de la muerte) war eine Form der Ermordung bzw. des spurlosen „Verschwindenlassens“ von politischen Gefangenen, die während des sogenannten schmutzigen Krieges der Argentinischen Militärdiktatur (1976–1983) praktiziert wurde. Frankreich hatte diese Methode zuvor regelmäßig im Algerienkrieg (1954–1962) und in einem Fall während der Niederschlagung eines Aufstandes auf Madagaskar 1947 angewandt.

## Beschreibung
Admiral Luis María Mendía gilt als Erfinder der Todesflüge. Opfer der argentinischen Todesflüge wurden zunächst betäubt, an Bord von Flugzeugen oder Hubschraubern gebracht, ausgezogen und dann über dem Río de la Plata oder dem Atlantik abgeworfen. 

### Argentinien
Nach Aussagen von Adolfo Scilingo fanden zwischen 180 und 200 Todesflüge in den Jahren 1977 und 1978 statt. Scilingo gestand, an zwei solcher Flüge teilgenommen zu haben, bei denen jeweils zwischen 13 und 17 Menschen ermordet wurden.
Den Opfern wurde regelmäßig erzählt, dass man sie in die Freiheit fliegen werde. Es wurde gelegentlich Musik gespielt und die Opfer wurden aufgefordert zu tanzen. Unter dem Vorwand einer Impfung spritzte man ihnen ein Beruhigungsmittel für den Flug, nach Aussagen von Scilingo Natriumthiopental.
Scilingo meinte, dass die argentinische Marine immer noch vertusche, was während des schmutzigen Krieges geschehen sei.  Im Mai 2010 lieferte Spanien den argentinischen Piloten Julio Alberto Poch an Argentinien aus. Dieser wurde in Argentinien aus Mangel an Beweisen freigelassen. Im November 2011 machte ein Untersuchungsausschuss Poch für den Mord an 41 Personen verantwortlich und verlangte seine Verhaftung.

### Algerien
Französische Fallschirmjäger führten Todesflüge während des Algerienkrieges durch. Sie warfen verdächtige Algerier aus Flugzeugen ins Mittelmeer. Nachdem etliche Leichen an Land gespült wurden, wurden deren Füße mit Gewichten versehen. Der französische Geheimdienst nannte die Ermordeten zynisch „crevettes Bigeard“ („Bigeards Garnelen“) nach einem der mordenden Offiziere Marcel Bigeard. Nach – schwer überprüfbaren – Angaben eines involvierten französischen Offiziers wurden 4000 Algerier auf diese Art ermordet. Verantwortlicher Kommandeur war der hochdekorierte General Jacques Massu. Er wurde nie zur Rechenschaft gezogen und war von 1966 bis 1969 Befehlshaber der französischen Truppen in Deutschland.

### Madagaskar
Während des madagassischen Aufstandes gegen die französische Kolonialregierung 1947 wurden hunderte Madagassen von der französischen Kolonialmacht in Mananjary (Region Vatovavy-Fitovinany) ermordet. 18 Frauen und einige Gefangene wurden im Rahmen eines Todesfluges ermordet.